# الكلاكلة (حي)
الكلاكلة هو أحد الأحياء السكنية الواقعة على تخوم جنوب ولاية الخرطوم ويتبع لمحلية جبل الأولياء بولاية النيل الأبيض  ، ويعتبر من اهم احياء جنوب الخرطوم لجواره لمناطق عسكرية مهمة.

## الموقع
يقع حي الكلاكلة بين خطي عرض 15.4678 درجة وطول 32.4856 درجة في محلية جبل أولياء ويحده من الناحية الشرقية أرض المحس ومن الناحية الغربية الشمالية منطقة الحراز ام قداد شمال العزوزاب، وينتهي من الناحية الشرقية في عد حسين، ويمتد من ناحية الشرق إلى أرض المحس وجنوباً حتى الدخينات بينما يحازي مجرى نهر النيل الأبيض من ناحية الغرب

## الكلاكلة الكبرى
وتنقسم الكلاكلة إلى عدة مناطق وهي:
- الكلاكله القلعة وهي الأقدم تاريخاً وسميت بالقلعة لأنها عالية ويوجد بها أشهر قبة في المنطقة ، وهي قبة ضريح عبد القادر ود أم مريوم، وهو أول شخص أقام الكلاكلة.
- الكلاكلة القطعية
- الكلاكلة ابوادم : كانت ارض زراعية قبل ان تكون سكنية وهي تقع من الناحية الجنوبية الكلاكلة قطعية ومن الغرب شارع جبل أولياء نوباتيا ومن الناحية الشرقية شارع الكلاكلة شرق ومن الشمال شارع الهواء ... تتميز الكلاكلة ابوادم بخصوبة أراضيها وتسمي ابوادم بانها قلب الكلاكلة ..
- الكلاكلة القبة «الحصى سابقاً»، (وسميت بهذا الاسم لوجود القباب بها، والقبة هنا تعني أن المنطقة «المدببة»)
- الكلاكلة صنقعت (سميت بهذا الاسم لعلوها واللفظ صنقع بالعامية السودانية يعنبي رفع الرأس ليتمعن ما يعلوه
- الكلاكلة شرق (ود عمارة)
- الكلاكلة الوحدة
- الكلاكلة المنورة
- الكلالكلة اللفة وتقع في الناحية الجنوبية

## سبب التسمية
تعددت الآراء حول تسمية منطقة الكلاكلة بهذا الأسم ، فهناك رأي يذهب إلى أن الاسم يرجع إلى كلكلة وهي اسم أو لقب لأسيرة عاد بها زعيم المنطقة حمد الله بن محمد العوضي، من إحدى رحلاته أثناء متاجرته بالتمور. وذكر عنها أنها كانت فارسة تجيد ركوب الخيل وتسيسها وهى إبنة المك حسب الله الذي كان يقطن غرب النيل الأبيض قبالة منطقة الكلاكلة ( فتاشة حالياَ) إبّان عهد السلطنة الزرقاء، وقد دعاها حمد الله العوضي إلى تدريب أولاده على ركوب الخيل.
لكن الرأي الأرجح هو القائل بأن فاطمة بنت المك حسب الله كان يطلق عليها اسم «كلكلة الرباطة» في عهد السلطنة الزرقاء قبل 500عام، وكانت تقطن غرب النيل مع والدها وأخوتها الأربعة وكان والدها كان «همباتي» أي قاطع طريق، يعترض سبيل القوافل القادمة من جهة الشمال وهي محملة بالتمور لبيعها في بلاد الصعيد شمالاً، وكانت فاطمة تشارك في عمليات السلب والنهب تلك ، وتقول لمن معها من قطاع الطرق «كلكلوا الخيل واهجموا!»، والكلكلة لغة هي الهمز بالمهماز، خاصة في جانب الحصان، ومن كثرة تداولها لهذه الكلمة سميت بها، ومنها انتقل الاسم إلى منطقة الكلاكلة التي اسرت فيها.

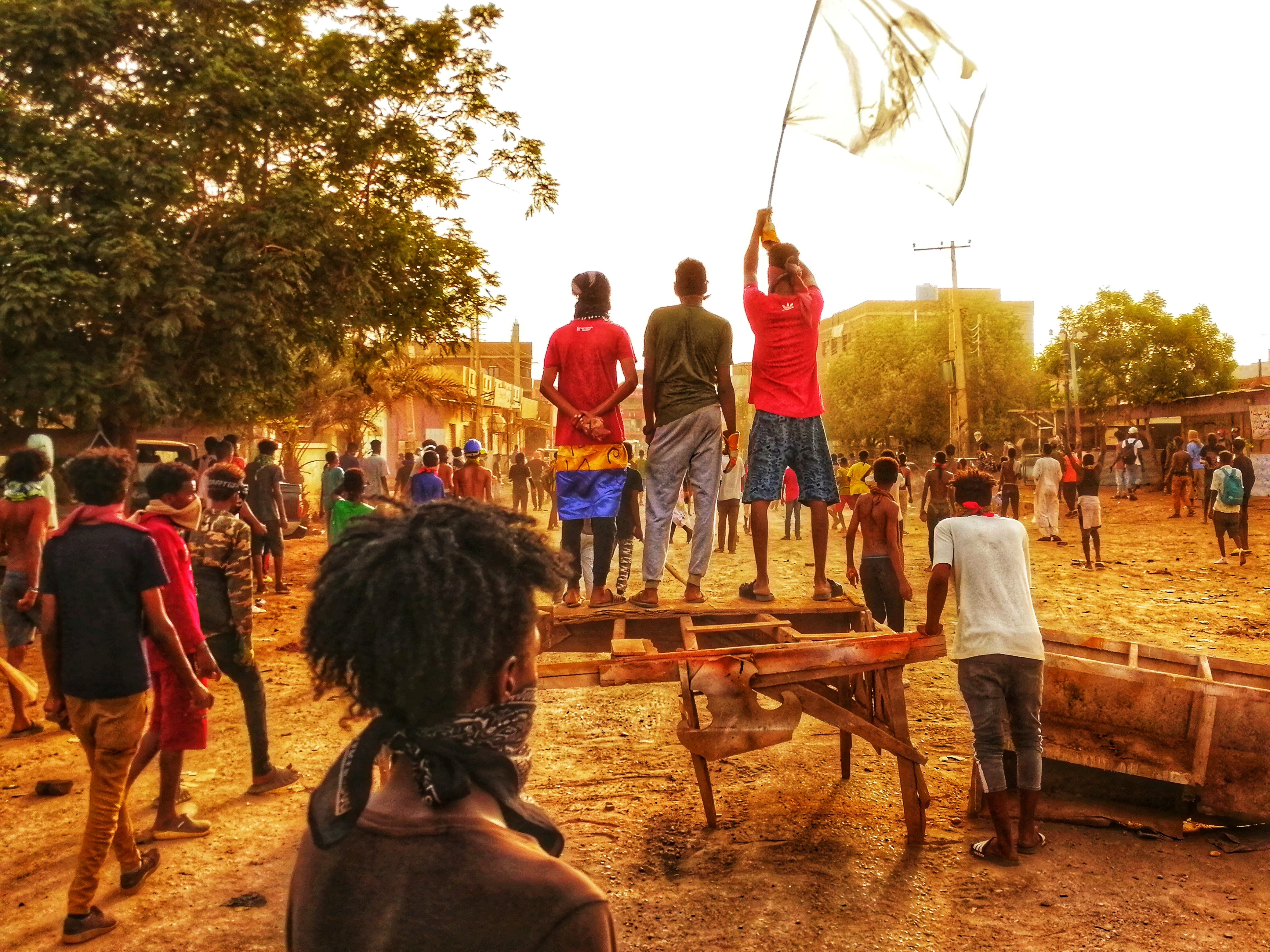
صورة لقمع التظاهرات السلمية في مدينة الكلاكلة

## التاريخ
يعود تاريخ الكلاكلة الي حوالي 450 سنة تقريبا منذ مجئ الشيخ علي بن محمد بن كنه المشهور بـلقب فتاى العلوم، إلى منطقة المنجرة ( منطقة المقرن في الخرطوم حاليا) قادما من الازهر الشريف بمصر وهو من اصل كاهلي (حميداني) وكان يطلق على أبنائه وعشيرته اسم الفتاياب (نسبة إلى فتاي العلوم). كما جاء إلى المنطقة في العصر نفسه حمد الله بن محمد العوضي وكان يطلق على ابنائه وعشيرته اسم الكلاكلة -و موطنه الاصلي جوير العوضية – غرب مدينة شندى الحالية في ولاية نهر النيل وتصاهر الاثنان وصار اسم الكلاكلة يشملهم جميعهم. نزح الكلاكلة القدماء من المنجرة (منطققة المقرن الحالية بالخرطوم) إلى أرض الحصى وهي المنطقة الواقعة جنوب الحماداب والشجرة وكان يسكنها الكواهلة والصواردة الرعاة. واشتغل الكلاكلة بالزراعة وقطع الأشجار والأخشاب.

### الكلاكلة في عهدالتركية السابقة
عندما قام الأتراك العثمانيون حكام الخرطوم آنذاك بتحصين مدينة الخرطوم بحفر خندق واق وسور حولها جعلوا البوابة من الناحية الجنوبية الغربية في منطقة الكلالكلة واطلقوا عليها اسم بوابة الكلاكلة (جسر كوبري الحرية اليوم). وقد عسكر جيش المهدي بقيادة الأمير عبد الرحمن النجومي قرب البوابة لينقض عبرها على الخرطوم. وكانت هناك بوابة أخرى هي بوابة المسلمية (ومكانها اليوم كبرى المسلمية بالخرطوم ).

### الكلاكلة في عهدالمهدية
بظهور الإمام محمد احمد المهدي في السودان وأعلانه قيام الدولة المهدية كان يقيم بالكلاكلة عالمان شهيران في المنطقة وهما الشيخ عبد القادر ود أم مريوم وكان مقره بالكلاكلة القلعة الحالية والشيخ النذير خالد الماحي وقد أقام بالكلاكلة القبة الحالية. وعيّنت دولة المهدية الشيخ عبد القادر، باعتباره الأكبر سناً في ذلك الحين، أميرا وقاضيا بالمنطقة. وقام بدوره بتقديم الشيخ النذير إلى مجلس الخليفة عبد الله التعايشي، زعيم الدولة المهدية آنذاك للمساهمة في حل مسألة فقهية، فعينه الخليفة قاضيا ورفعه في سلك القضاة تقديراَ لجهوده في حل المسألة إلى أن وصل في أواخر عهد دولة المهدية إلى مرتبة قاضي القضاة، وبذلك أصبح في الكلاكلة قاضيان إبان عهد دولة المهدية إلى جانب عدد من الأمراء منهم الأمير الفكي دفع الله بالكلاكلة القطعية الذي حشد قبيلة الكلاكلة في ميدان الجهاد لمناصرة دولة المهدية.

### الكلاكلة في عهدالاحتلال الانجليزى المصريللسودان (1898م)
وعلى اثر سقوط الخرطوم واضمحلال دولة المهدية رجع القاضيان الشيخ عبد القادر ود ام مريوم والشيخ النذير خالد الي الكلاكلة وواصلوا رسالتهم في نشر علوم الشريعة والقرآن . واصبح مسجد الشيخ النذير وخلوته بمثابة معهدا علمي ضم أكثر من 30 طالبا من خارج الكلاكلة ، خاصة من مناطق الجزيرة والنيل الابيض بوسط السودان والشمالية في شماله.

### الكلاكلة والحركة الوطنية
انخرطت شباب واعيان الكلاكلة في عضوية مؤتمر الخريجين بأم درمان الذي كان ينادي بحق تقرير المصير واستقلال السودان عن الحكم الثنائي كما انضم بعضهم إلى حزب الاشقاء بواسطة الشيخ شريف إبراهيم خوجلي والشيخ إبراهيم جادالله وهما من أبناء الكلاكلة اللذين كانوا يتلقون العلم بمعهد ام درمان العلمي ويقيمان بجزيرة توتيعلى النيل الأزرق .

## أهم المعالم
- قيادة شرطة الإحتياطي المركزي
- ضريح العالمان الشهيران الشيخ عبد القادر ودأم مريوم بالكلاكلة القلعة والشيخ النذير خالد الماحي بالكلاكلة القبة ومن خلالهما تم نشر علوم الشريعة الإسلامية.
- مسيد الشيخ علي فتاي العلوم بالكلاكلة القبة الذي تأسس قبل 500 عام.

مجمع الشيخ الركيني إبراهيم.
- قبة ضريح الشيخ ود جاد الله ابشرا
- قبة ضريح الفقيه الفكي دفع الله
- زاوية الشيخ إبراهيم الزين. وتوجد بها خلوة منذ السلطنة الزرقاء وهي خلوة الكلاكلة صنقعت النموذجية التي تأسست عام 1885م.

## التعليم والثقافة
كان للكلاكلة دوراً ريادياً في تأسيس المنشآت التعليمية والصحية والثقافية بمنطقة الخرطوم فقد تأسست أول مدرسة ابتدائية جنوب الخرطوم للبنين بالكلاكلة سنة 1942م وللبنات عام 1954م. كذلك أول صيدلية امتدت خدماتها لكل القرى المجاورة. وأول نادي رياضي ثقافي تأسس في الكلاكلة القبة عام 1958م.

## مشاهير الكلاكلة
- المطرب السوداني الفنان محمد وردي
- إبراهيم حسين «إبراهومة» لاعب كرة القدم سابق بالمنتخبات الوطنية السودانية
- فخر الدين خالد ، كوميدي سوداني[4]